# Dawn of the Black Hearts
Dawn of the Black Hearts – bootleg norweskiej grupy blackmetalowej Mayhem. Jest najbardziej znany z powodu okładki, będącej prawdziwym zdjęciem martwego członka grupy, Deada, po dokonaniu samobójstwa.
Utwory 1-8 nagrano podczas występu w Sarpsborg 1990 roku, a utwory 9-12 w Ski 1986 roku.

## Lista utworów
| Nr  | Tytuł utworu                                     | Długość |
| --- | ------------------------------------------------ | ------- |
| 1.  | „Deathcrush”                                     | 3:36    |
| 2.  | „Necrolust”                                      | 4:19    |
| 3.  | „Funeral Fog”                                    | 6:38    |
| 4.  | „Freezing Moon”                                  | 6:06    |
| 5.  | „Carnage”                                        | 4:18    |
| 6.  | „Buried by Time and Dust”                        | 5:46    |
| 7.  | „Chainsaw Gutsfuck”                              | 3:59    |
| 8.  | „Pure Fucking Armaggedon”                        | 3:15    |
| 9.  | „Dance Macabre” (cover Celtic Frost)             | 1:10    |
| 10. | „Black Metal” (cover Venom)                      | 3:00    |
| 11. | „Procreation of the Wicked” (cover Celtic Frost) | 2:40    |
| 12. | „Welcome to Hell” (cover Venom)                  | 3:46    |
|     |                                                  | 48:33   |

## Twórcy
Utwory 1-8
- Dead (Per Yngve Ohlin) – śpiew
- Euronymous (Øystein Aarseth) – gitara
- Necrobutcher (Jørn Stubberud) – gitara basowa
- Hellhammer (Jan Axel Blomberg) – perkusja

Utwory 9-12
- Messiah (Eirik Nordheim) – śpiew
- Euronymous – gitara
- Necrobutcher – gitara basowa
- Manheim (Kjetil Manheim) – perkusja